# La Roquette-sur-Var
La Roquette-sur-Var – miejscowość i gmina we Francji, w regionie Prowansja-Alpy-Lazurowe Wybrzeże, w departamencie Alpy Nadmorskie.
Według danych na rok 1990 gminę zamieszkiwało 660 osób, a gęstość zaludnienia wynosiła 165 osób/km² (wśród 963 gmin regionu Prowansja-Alpy-W. Lazurowe La Roquette-sur-Var plasuje się na 438. miejscu pod względem liczby ludności, natomiast pod względem powierzchni na miejscu 813.).